# 정성조
정성조(鄭成朝, 1946년 4월 8일 ~ 2014년 10월 26일)는 대한민국의 재즈 색소폰 연주자 겸 작곡가이다.

## 생애
1967년 색소폰 연주자로 첫 데뷔하였고 1974년 영화 《어제 내린 비》로 영화 음악감독 데뷔하였으며 이 때 가수 윤형주에게 《어제 내린 비》라는 곡을 써 주어 영화 《어제 내린 비》의 OST로 노래하게끔 하였다. 1971년 김민기의 데뷔음반에서 정성조 콰르텟이 반주를 맡았다. 1977년 영화《겨울 여자》의 영화 음악 감독을 맡아 김세화의 눈물로 쓴 편지, 김세화와 이영식의 겨울 이야기를 겨울 여자의 OST로 만들어 영화와 함께 명성을 얻었다.
KBS관현악단 단장을 지내기도 하였으며 서울예술대학과 서울종합예술학교의 전임교수를 지내기도 하였다. 2014년 10월 26일에 육종암으로 별세하였다. 향년 68세
그의 아들 정중화는 재즈 트롬본 연주자이다.

## 학력
- 서울고등학교 졸업
- 서울대학교 작곡과 학사 졸업
- 미국 버클리 음악대학교 대학원 음악학 석사 졸업
- 미국 퀸스 칼리지 석사 졸업

## 수상 경력
- 2002년 대한민국 연예예술상 대통령 표창 특별공로상 수상

## 같이 보기
- 신병하